# Constantin Jiquidi
Constantin Jiquidi (Iaşi, 1865-Bucarest, 1899) fue un dibujante y caricaturista rumano.

## Biografía
Nació el 22 de mayo de 1865 en Iaşi. Después de asistir durante un tiempo a cursos de secundaria en Iaşi y Galați, pasó cinco años en la escuela comercial de Iaşi. En 1884, por primera vez en la exposición de los cooperadores, expuso las caricaturas de algunos personas notables de Iaşi y obtuvo una medalla de plata. Luego publicó el álbum Caricatura (2 números, 1884-1885). Se trasladó a Bucarest en 1886 y colaboró con sus caricaturas en Epoca, Foarfeca, Viaţa, Moftul Român, Moş Teaca y otras publicaciones. Publicó Profiluri parlamentare (1886), Ziariştii dupe natură (1888), Tipuri din țară (1889) y Facultatea de medicină (1895), además de realizar algunos óleos, acuarelas e ilustraciones. Falleció en Bucarest en 1899 enfermo de tuberculosis y fue enterrado en el cementerio Sfânta Vineri.